# Josef Vonbun
Josef Albert Vonbun (* 11. April 1902 in Levis, Vorarlberg; † 11. Februar 1984 in Singen am Hohentwiel) war ein österreichisch-deutscher Facharzt für Psychiatrie und Neurologie sowie Mitglied des NS-Ärztebundes.

## Leben
Vonbun war Sohn eines Zollbeamten. Er studierte an der Universität Innsbruck Medizin und promovierte dort 1926. Bis 1928 war er Assistent am Institut für gerichtliche Medizin und dann bis 1931 Assistent an der Nervenklinik. Im August 1931 wurde er Sekundararzt in der niederösterreichischen „Landesirrenanstalt“ Mauer-Öhling, wo er bis Ende 1935 blieb. Danach eröffnete er in Feldkirch eine Praxis als Facharzt für Neurologie und Psychiatrie. Wahrscheinlich im Laufe des Jahres 1937 wurde Vonbun Mitglied der damals in Österreich illegalen NSDAP und wurde „Sturmarzt“ der SA. Er war auch Mitglied des NSDÄB und anderer nationalsozialistischer Organisationen. In seinem Personalfragebogen, ausgefüllt am 11. Juni 1938, hatte Vonbun auch angegeben, von 1933 bis 1935 Vertrauensmann der NSDAP in Mauer-Öhling gewesen zu sein. Am 1. Mai 1938 trat er regulär der NSDAP bei (Mitgliedsnummer 6.182.277).

## Beteiligung an Krankenmorden
Am 1. Dezember 1938 wurde Vonbun von den NS-Machthabern zum Direktor der vereinigten Anstalten von Valduna ernannt. Im ehemaligen Klarissenkloster Valduna bei Rankweil war 1862 ursprünglich eine „Wohltätigkeitsanstalt“ zur „Linderung von körperlichem und geistigem Elend“ gegründet worden. 1870 entstand zusätzlich am selben Ort die „Landesirrenanstalt Valduna“, weil die politische Trennung von Tirol dazu geführt hatte, dass psychisch kranke Vorarlberger nicht mehr in Hall in Tirol aufgenommen wurden. Nach dem Anschluss wurde am 25. Juli 1938 die „Wohltätigkeitsstiftung“ aufgelöst und mit der „Landesirrenanstalt“ zusammengelegt. Es erfolgte die Umbenennung in „Landes-Heil- und Pflegeanstalt Valduna“. In den Jahren 1968 bis 1990 wurden die alten Gebäude abgebrochen und durch Neubauten ersetzt. 1993 ist der Name „Landesnervenkrankenhaus Valduna“ in „Landeskrankenhaus Rankweil“ abgeändert worden.
Unter der Leitung Vonbuns sind in dem Krankenhaus Missstände offenkundig geworden: So musste Vonbun am 29. Dezember 1939 den Pfleger Johann Dietrich, einen im Februar desselben Jahres eingestellten ehemaligen SA-Mann aus Rankweil, bei der Landeshauptmannschaft und gleichzeitig bei der Staatsanwaltschaft Feldkirch anzeigen. Dietrich soll mehrfach Patienten misshandelt und im Dezember 1939 einen Pflegling derart verbrüht haben, dass er einige Tage später starb. Auch zwei weitere von Dietrich misshandelte Patienten starben bis zum März 1940. Dietrich hatte vorher mehrfach gesagt, er werde schon dafür sorgen, dass es in der Anstalt wieder Platz gäbe. Die Ermittlungen der Staatsanwaltschaft endeten wegen des Todes von Johann Dietrich ohne ein Urteil. In den ersten Monaten des Jahres 1941, also kurz vor dem Beginn der Deportationen, zwangen zwei Pfleger Patientinnen der Anstalt zu sexuellen Kontakten. Die Pfleger wurden am 16. Juni 1943 vom Landgericht Feldkirch zu zwei Jahren bzw. vier Monaten Gefängnis verurteilt. Gegen Vonbun wurde von beinahe allen Beteiligten der Vorwurf erhoben, er sei den Berichten des Personals und der Patienten über diese Vorfälle seinerzeit nicht nachgegangen und habe sie bagatellisiert, Folgen sind ihm daraus nicht erwachsen.
1940 begannen auch in Valduna die Selektionen von Patienten, um diese dann über Niedernhart in die NS-Tötungsanstalt Hartheim zu bringen. Die Euthanasieärzte Georg Renno und Rudolf Lonauer bereisten zu diesem Zweck die Anstalten Hall, Valduna und weitere kleinere Anstalten und stellten aufgrund eingegangener Meldebögen Selektionslisten zum Abtransport der Patienten zusammen. In Valduna hat neben Renno auch Hans Czermak an den Selektionen teilgenommen. Vonbun hat ebenso wie Renno niemals in Abrede gestellt, dass er über die Details der „Vernichtung lebensunwerten Lebens“ eingeweiht war. Als Schutzbehauptung hat Vonbun in späteren Prozessen allerdings erklärt, massiv bedroht worden zu sein. Renno hingegen schilderte Vonbun als kooperativen Direktor, der sich sogar für die Durchführung der „Euthanasie“ in der Schweiz nach deren geplanter Eroberung angedient hatte. Zudem habe Vonbun mehrmals seine weitergehende Mitarbeit bei der T4-Aktion angeboten.
Am 10. Februar 1941 wurden 57 männliche und 75 weibliche Patienten der inzwischen zusammengelegten Anstalten von Valduna nach Hartheim deportiert und dort vergast. Eine zweite Deportation von 38 Männern und 50 Frauen am 17. März 1941 nach Hartheim löste in der Bevölkerung Unmut und sogar einen schriftlichen Protest des Feldkircher Amtsarztes Johann Müller aus. Dennoch wurden weitere 22 Männer und zehn Frauen am 31. August 1942 nach Niedernhart deportiert. Insgesamt wurden aus Valduna 592 Personen abtransportiert. 220 Menschen wurden direkt nach Hartheim gebracht, 42 weitere über Hall in Tirol. Von den insgesamt 227 nach Hall deportierten Frauen und Männern kamen dort weitere 68 ums Leben, und zwar durch gezielten Hungertod. 145 Patienten, die Schweizer Bürger waren, stellte man an die Grenze in Oberriet, damit sie dort von ihren Angehörigen oder von Fürsorgebeamten abgeholt werden konnten.
Vonbun hat auch selbständig Selektionen vorgenommen, zu denen er nicht einmal innerhalb des nationalsozialistischen Systems berechtigt war. Dabei hat er die Armenhäuser in Egg, Langenegg, Lingenau, Hittisau, Andelsbuch und Schwarzenberg sowie die Insassen der Versorgungsheime von Alberschwende, Bildstein, Höchst, Oberlochau überprüft und auf Selektionslisten gesetzt (von seinen Mitarbeitern wurde dies als "Reichsstraßensammlung" bezeichnet). Es schien dabei keine Rolle zu spielen, dass diese von ihm selektierten Insassen von Armenhäusern oft keineswegs geisteskrank, sondern nur körperlich behindert oder einfach zurückgeblieben waren. In Einzelfällen nahm er diese Leute gleich mit nach Valduna, damit sie weiter nach Hartheim verbracht werden konnten.
Die Frau von Vonbun brachte im April 1941 nach einem gesunden ein gehirngeschädigtes Mädchen zur Welt. Vonbun selbst diagnostizierte bei seiner Tochter eine „vererbte Gehirnkrankheit und angeborene Minderwertigkeit“. Der Psychiater und Vater ließ sodann die kleine Waltraud nach München bringen, wo ihr Luminal gespritzt wurde – ein Schlafmittel, das Lungenentzündung hervorruft. Wie bei vielen anderen wurde bei dem Kind dann ein „natürlicher Tod“ beurkundet. 1945 wollte er sogar seine Frau vergasen lassen.

## „Aufarbeitung“ nach 1945
Bereits am 1. März 1946 machte der Amtsarzt des Bezirkes Feldkirch die Vorarlberger Landeshauptmannschaft auf die Rolle Vonbuns bei der Einweisung angeblich geisteskranker, schwachsinniger oder behinderter Insassen von Versorgungshäusern nach Valduna und bei ihrer späteren Deportation aufmerksam. Vonbun konnte aber nicht belangt werden, weil er die deutsche Staatsbürgerschaft angenommen hatte. Auch Ermittlungen gegen die vielen weiteren Beteiligten im Getriebe der Gesundheits- und Sozialbürokratie der Nationalsozialisten unterblieben. Erst 1961 wurde in Konstanz ein Ermittlungsverfahren gegen Josef Vonbun eingeleitet. Alle österreichischen Akten gelangten im Zuge eines Rechtshilfeverfahrens nach Konstanz. Die am Massenmord Beteiligten – Amtsärzte, Pfleger, Bürgermeister und Heimleiter – belasteten Vonbun schwer. Hinweise auf die Mitbeteiligung anderer lagen zudem zuhauf vor, wurden aber von dem nur für Vonbun zuständigen Gericht ignoriert. Das Verfahren wurde 1966 schließlich eingestellt und Vonbun somit quasi rehabilitiert.
Der Name Dr. Vonbun tauchte am 22. Februar 2010 nochmals in der Presse auf, als in Dornbirn ein Prozess gegen eine Bande von Fälschern von Testamenten begann, die angeblich aus der Nazizeit hätten stammen sollen. Hier wird Vonbun als Begleiter eines behinderten Mannes genannt, der laut gefälschtem Testament seinen letzten Willen vor Gericht ablegen wollte.